# Amerila metasarca
Amerila metasarca là một loài bướm đêm thuộc phân họ Arctiinae, họ Erebidae.